# Bréguet – Sabin (Métro Paris)

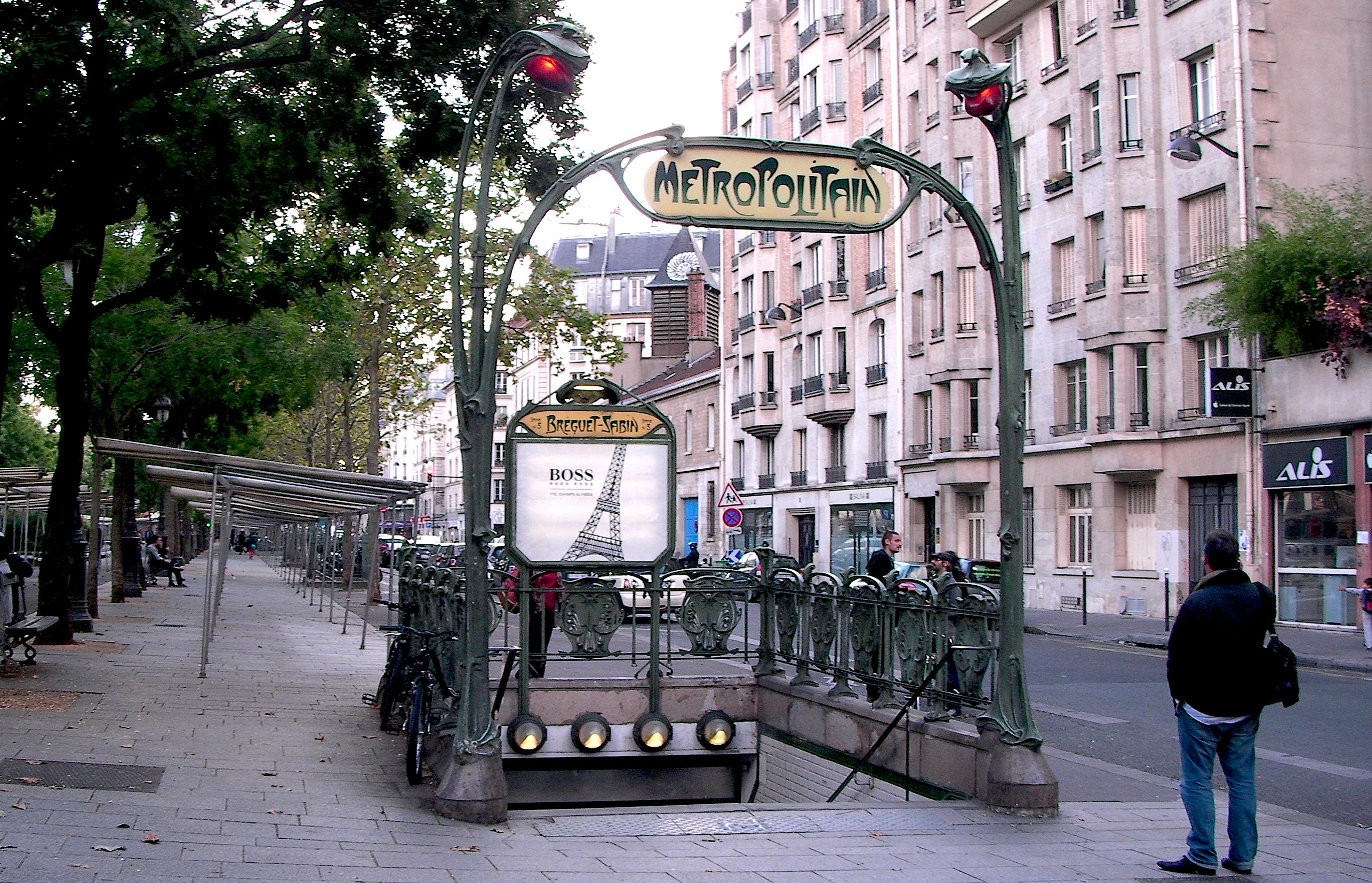
Von Hector Guimard entworfener Jugendstil-Zugang an der Rue Saint-Sabin

Bréguet – Sabin [bʁeɡɛ sabɛ̃] ist eine unterirdische Station der Linie 5 der Pariser Métro.

## Lage
Die Station befindet sich im Quartier de la Roquette des 11. Arrondissements von Paris. Sie liegt längs unter dem westlichen Fahrstreifen des Boulevard Richard-Lenoir, parallel zum dort unter dessen breitem Mittelstreifen verlaufenden Canal Saint-Martin, zwischen der Rue Saint-Sabin und der Rue du Pasteur Wagner.

## Name
Namengebend sind die dort vom Boulevard Richard-Lenoir abgehenden Straßen Rue Bréguet und Rue Saint-Sabin. Die Breguets waren eine Familie von Uhrmachern und Industriellen. Abraham Louis Breguet (1747–1823) war Uhrmacher der französischen Marine, sein Enkel Louis Clément François Breguet (1804–1883) gilt u. a. als Erfinder des Zeigertelegrafen beim Chappe-System. Louis Charles Breguet (1880–1955) war einer der ersten französischen Flugzeugbauer und Mitbegründer der Fluggesellschaft Air France.
Charles-Pierre Angelesme de Saint-Sabin war in der zweiten Hälfte des 18. Jahrhunderts Magistrat von Paris.

## Geschichte
Am 17. Dezember 1906 wurde die Linie 5 von Place Mazas (seit 1916: Quai de la Rapée) bis zur Station Lancry (seit 1946 Jacques Bonsergent) verlängert. Die Station Bréguet – Sabin wurde in einer offenen Baugrube errichtet. Sie wurde am 31. Dezember 1906 in Betrieb genommen, bis dahin fuhren die Züge ohne Halt durch.

## Beschreibung
Abweichend von der in Paris häufiger anzutreffenden Bauweise mit elliptischem Querschnitt weist die Station eine waagrechte Metalldecke auf. Auf quer zur Fahrtrichtung liegenden eisernen Stützbalken ruhen Längsträger, die kleine, aus Ziegelsteinen gemauerte Gewölbe tragen.
Die Station hat zwei Seitenbahnsteige an zwei Streckengleisen. Die beiden Zugänge liegen am Westrand des breiten Mittelstreifens des Boulevard Richard-Lenoir, der nördliche weist das von Hector Guimard entworfene Jugendstil-Dekor auf.

## Fahrzeuge

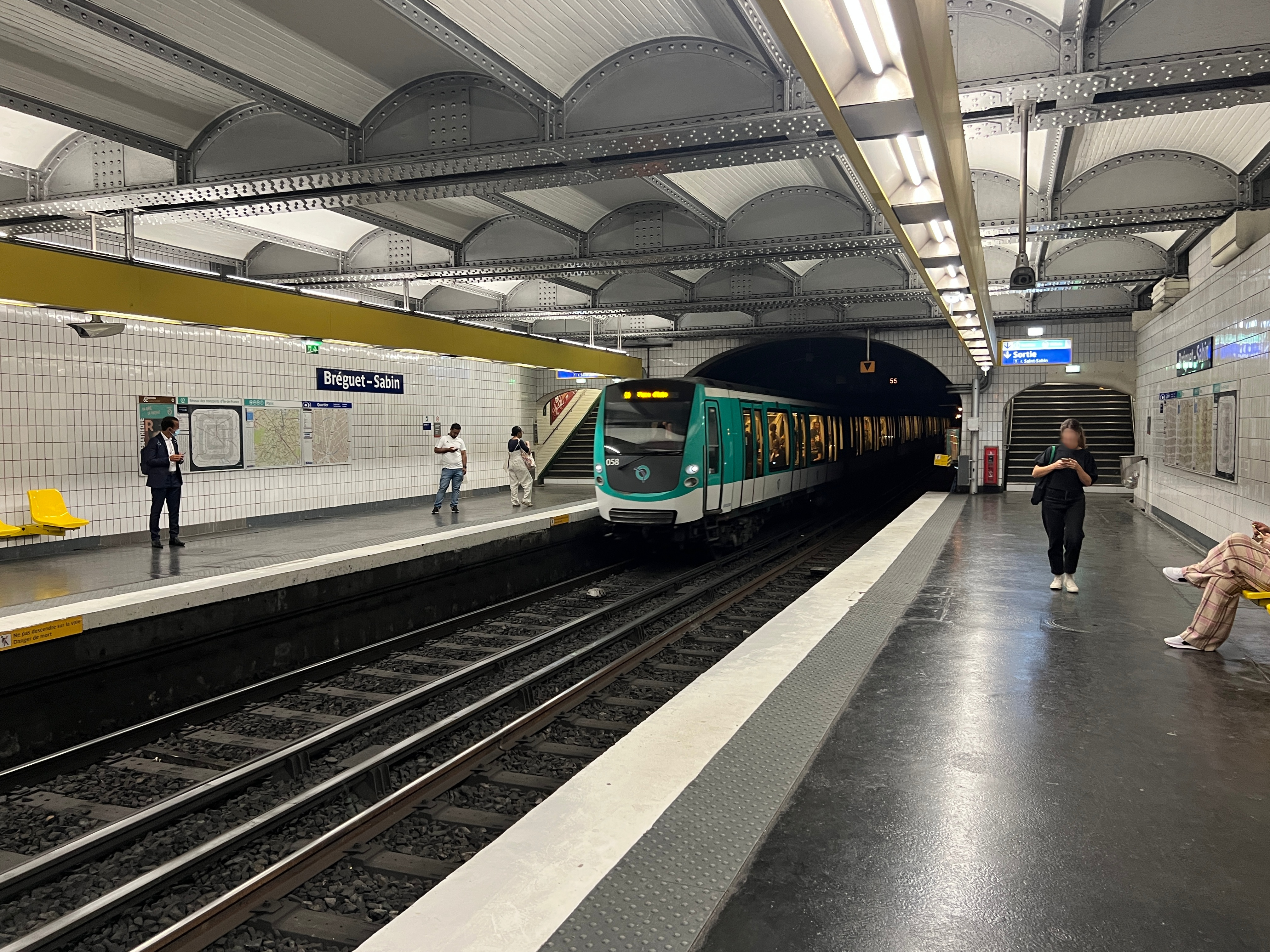
Einfahrender Zug der Baureihe MF 01

Die Sprague-Thomson-Züge auf der Linie 5 wurden ab 1978 durch Fahrzeuge der Baureihe MF 67 ersetzt, denen ab 2011 MF 01-Züge folgten.